# Panurginus ineptus
Panurginus ineptus är en biart som beskrevs av Cockerell 1922. Panurginus ineptus ingår i släktet bergsbin, och familjen grävbin. Inga underarter finns listade i Catalogue of Life.

## Bildgalleri

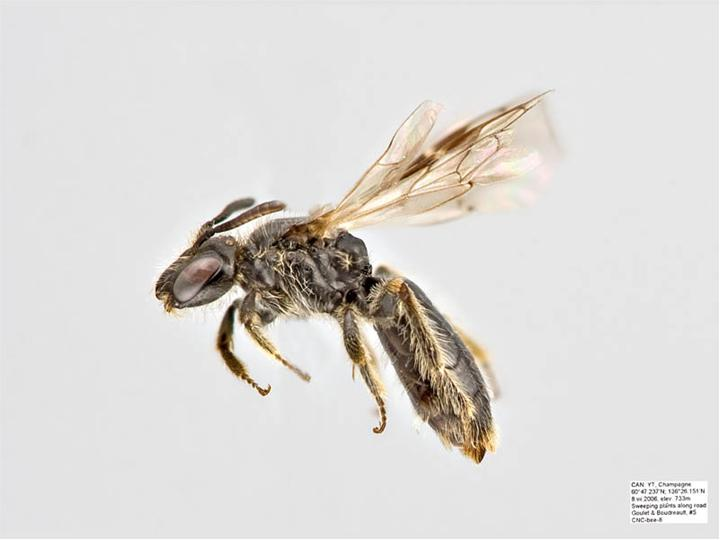
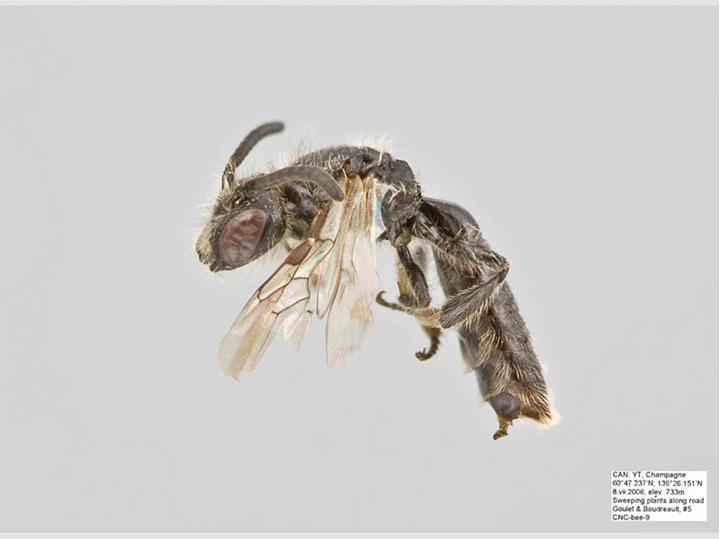